# Xylomya galloisi
Xylomya galloisi är en tvåvingeart som först beskrevs av Seguy 1956.  Xylomya galloisi ingår i släktet Xylomya och familjen lövträdsflugor. Inga underarter finns listade i Catalogue of Life.